# Georg Martin Preisler
Pour les articles homonymes, voir Preisler et Preissler.
 (juillet 2021).
Si vous disposez d'ouvrages ou d'articles de référence ou si vous connaissez des sites web de qualité traitant du thème abordé ici, merci de compléter l'article en donnant les références utiles à sa vérifiabilité et en les liant à la section « Notes et références ».
Georg Martin Preisler, ou Preissler (1700-1754) est un graveur allemand.

## Biographie
Né à Nuremberg, il est le fils du peintre Johann Daniel Preisler.
Il est surtout connu pour ses portraits et une série de vingt et une gravures de sculptures classiques et néo-classiques venant de Rome, basées sur les dessins réalisés par son frère Johann Justin Preisler. Il enseigne le dessin à l'Académie des beaux-arts de Nuremberg et prend la direction de l’école de dessin créée par son père après le décès de celui-ci.

## Œuvre

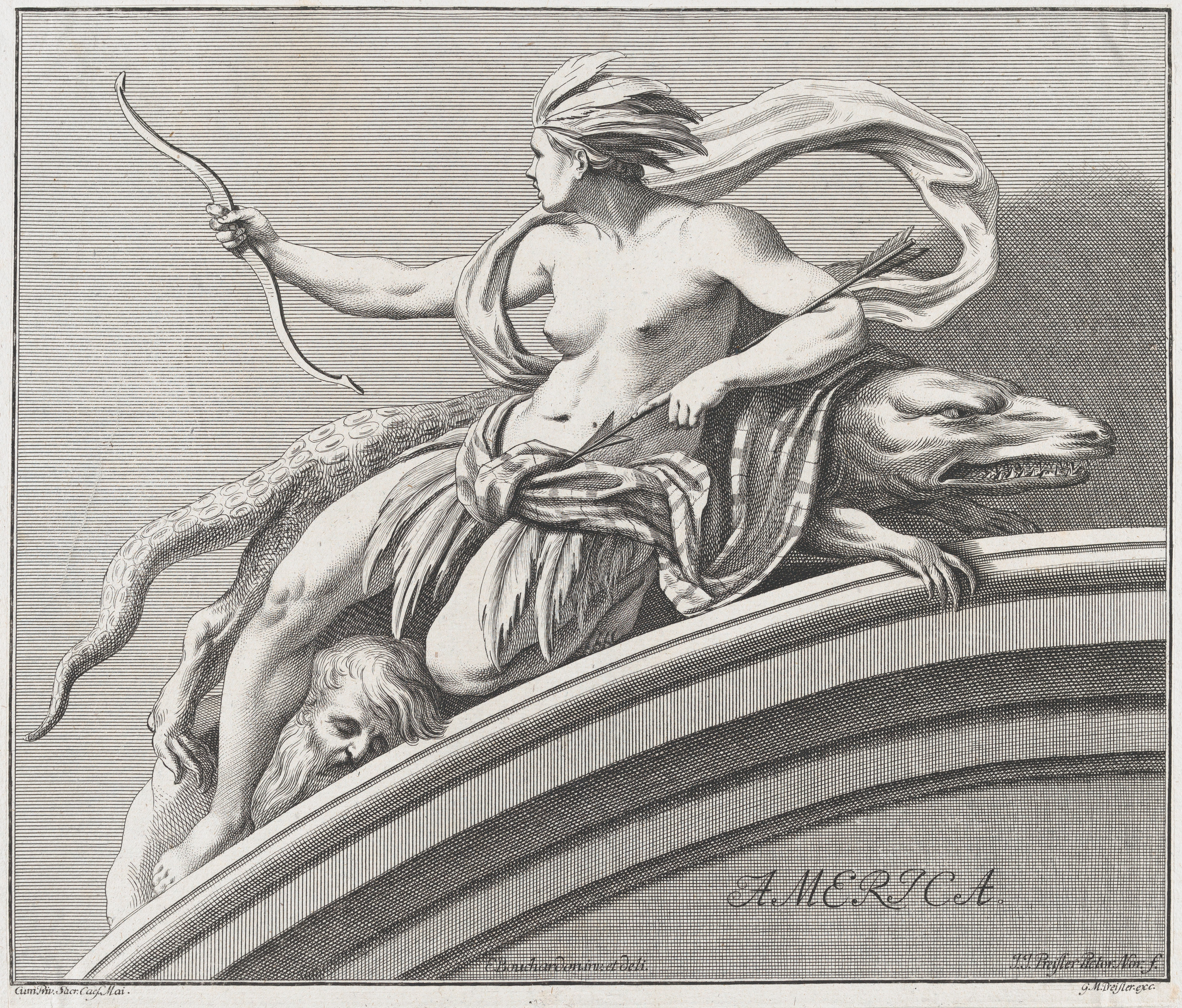
America (1732, Metropolitan Museum of Art).
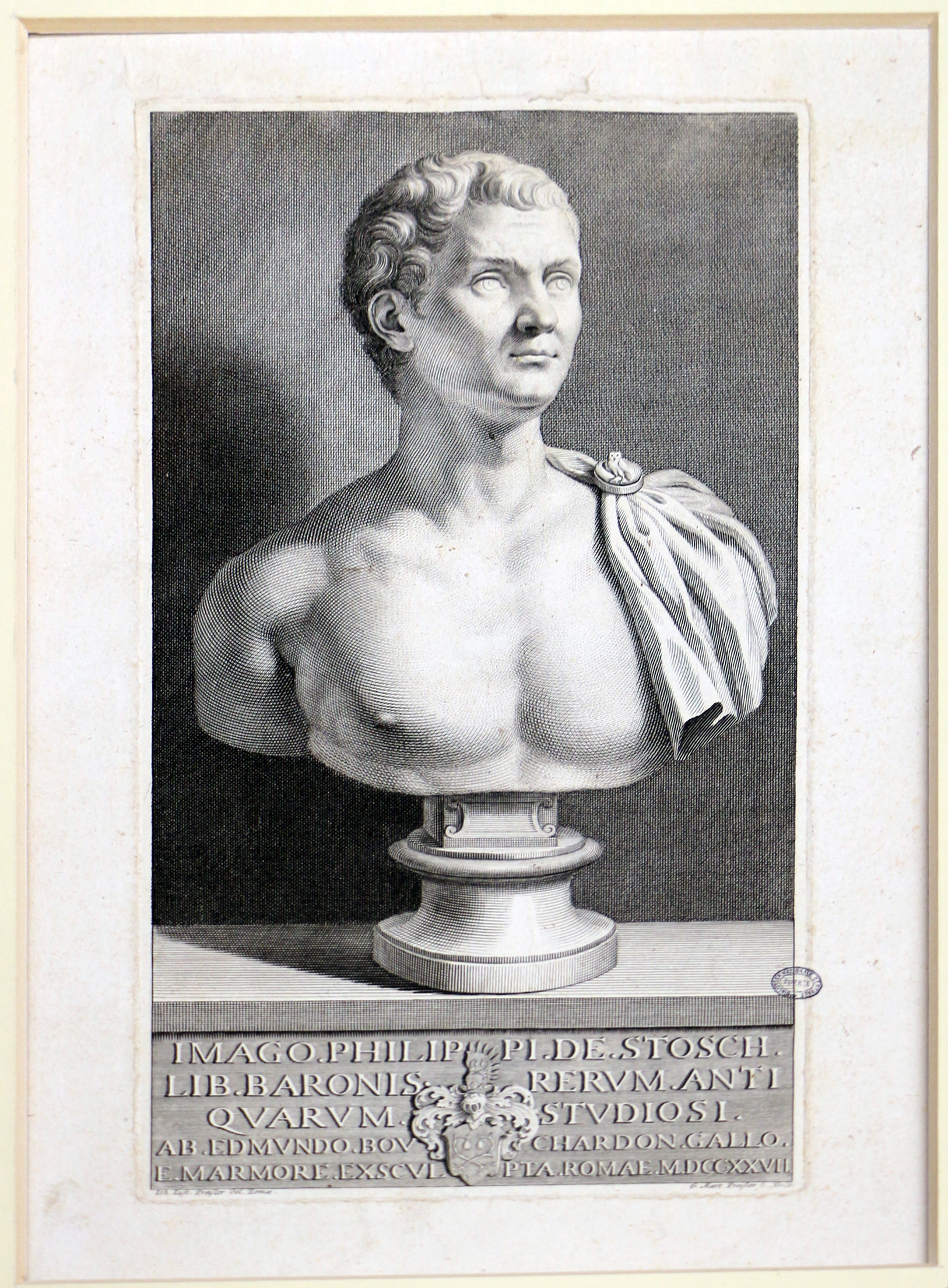
Buste de Philipp von Stosch (d'après Johann Justin Preissler et Edmé Bouchardon, c. 1727-1730, Bibliothèque nationale centrale de Florence).
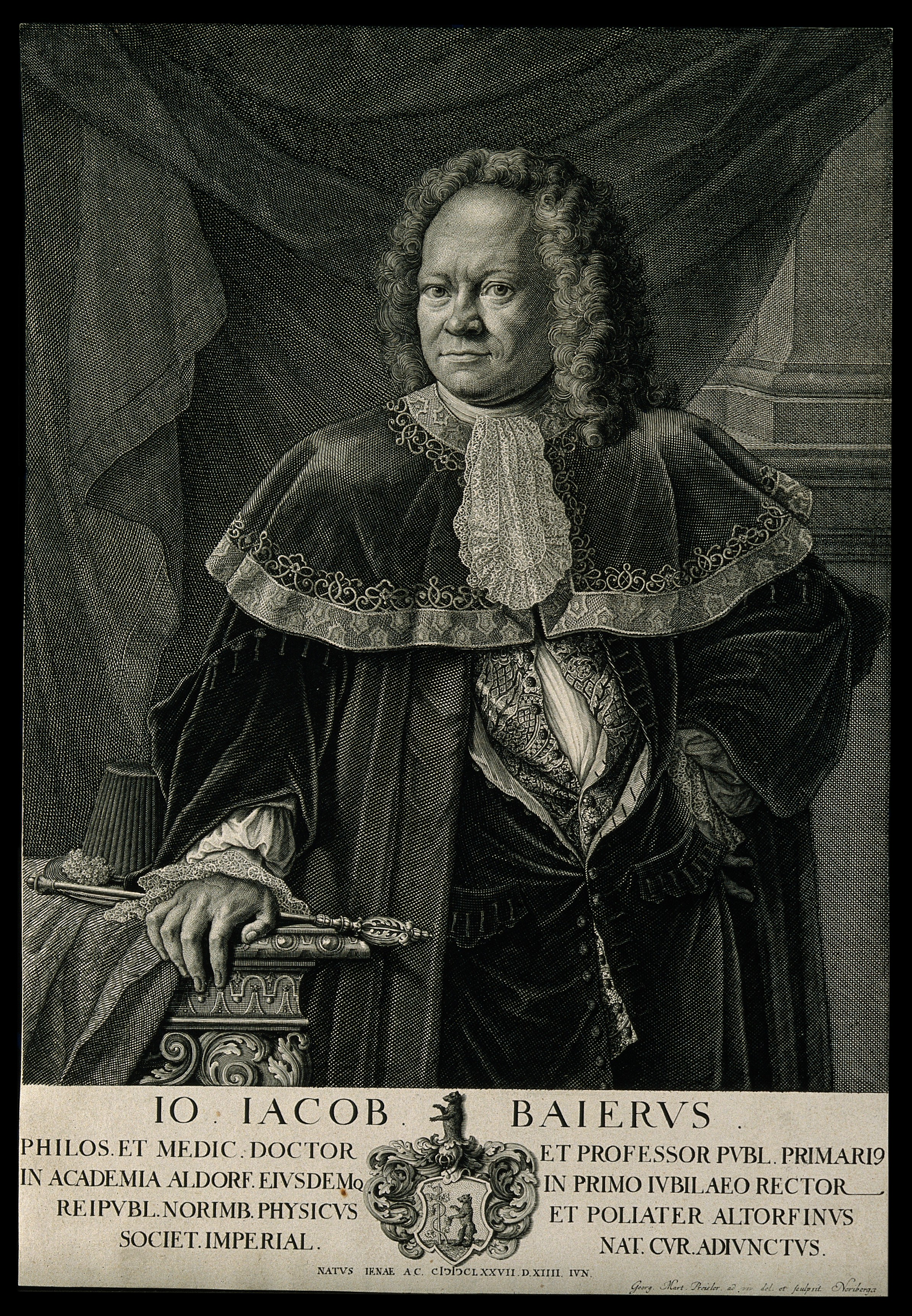
Johann Jakob Baier (n. d., Wellcome Collection).